# مونيكا نيكوليسكو
مونيكا نيكوليسكو (بالرومانية: Monica Niculescu)‏ مواليد 25 سبتمبر 1987 في رومانيا، هي لاعبة كرة مضرب رومانية بدأت مسيرتها كمحترفة سنة 2002 تلعب باليد اليمنى وتحتل حالياً المرتبة رقم. 37 (8 فبراير 2016) في تصنيف رابطة محترفات كرة المضرب. أعلى تصنيف لها في الفردي كان المركز الـ 28 في سنة 2012.

## النهائيات

### البطولات الممتازة

#### الزوجي: 1 (الوصافة)
| الحصيلة | السنة | البطولة              | الأرضية | الشريك              | المنافس                    | النتيجة  |
| ------- | ----- | -------------------- | ------- | ------------------- | -------------------------- | -------- |
| الوصافة | 2015  | بطولة ووهان المفتوحة | صلبة    | ايرينا كاميليا باغو | مارتينا هينجيز سانيا ميرزا | 2−6, 3−6 |

## الخط الزمني للفردي
مفتاح
| ف | ن | ن.ن | ر.ن | د# | د.م | ل | أ.أ | ت | غ | ب | ف | ذ | م.خ | ل.ت |

(ف) فاز بالبطولة (ن) وصل النهائي (ن.ن) نصف النهائي (ر.ن) ربع النهائي (د#) الأدوار الأربعة الأولى (د.م) دور المجموعات (ل) شارك في كأس ديفيز (أ.أ) خرج من الأدوار الاولى (ت) خسر التصفيات التأهيلية (غ) غاب عن الحدث أو البطولة (ب) حصل على ميدالية برونزية (ف) حصل على ميدالية فضية (ذ) حصل على ميدالية ذهبية (م.خ) بطولة الماسترز خُفضت إلى مرتبة أقل (ل.ت) البطولة لم تعقد في السنة المعينة.
لتجنب الارتباك وازدواجية الحساب، يتم تحديث هذه المعلومات إما في نهاية البطولة، أو عندما تكون مشاركة اللاعب في البطولة قد انتهت.
| دورات الجراند سلام            |     |     |     |     |     |     |     |     |     |     |     |       |
| بطولة أستراليا المفتوحة للتنس | غ   | غ   | د1  | د2  | د1  | د3  | د3  | د1  | د3  | د1  | د2  | 8–9   |
| دورة رولان غاروس الدولية      | غ   | غ   | د1  | د1  | ت3  | د1  | د1  | د1  | د2  | د1  |     | 1–7   |
| بطولة ويمبلدون                | غ   | غ   | د2  | د1  | د2  | د2  | د1  | د1  | د1  | د4  |     | 6–8   |
| أمريكا المفتوحة               | غ   | غ   | د1  | د1  | د1  | د4  | د1  | د1  | د2  | د2  |     | 5–8   |
| فوز-خسارة                     | 0-0 | 0-0 | 1–4 | 1–4 | 1–3 | 6–4 | 2–4 | 0–4 | 4−4 | 4−4 | 1−1 | 20–32 |

## روابط خارجية
- مونيكا نيكوليسكو على موقع رابطة محترفات التنس (الإنجليزية)
- مونيكا نيكوليسكو على موقع الاتحاد الدولي لكرة المضرب (الإنجليزية)
- مونيكا نيكوليسكو على موقع كأس بيلي جين كينغ (الإنجليزية)
- مونيكا نيكوليسكو على موقع بطولة ويمبلدون (الإنجليزية)
- مونيكا نيكوليسكو على موقع خلاصة التنس.كوم (الإنجليزية)
- مونيكا نيكوليسكو على موقع إي إس بي إن.كوم (الإنجليزية)
- مونيكا نيكوليسكو على موقع اللجنة الأولمبية الدولية (الإنجليزية)
- مونيكا نيكوليسكو على موقع أوليمبيديا (الإنجليزية)
- مونيكا نيكوليسكو على موقع اللجنة الأولمبية الرومانية (الرومانية)